# نشانه گوردون
نشانه گوردون (انگلیسی: Gordon's sign) نشانه‌ای بالینی است که در آن فشردن عضله ساق پا باعث ایجاد رفلکس اکستانسور کف پا می‌شود. این نشانه در بیماران مبتلا به ضایعات راه هرمی یافت می‌شود و یکی از انواع از رفلکس‌های شبه بابینسکی است.
این نشانه نامش را از آلفرد گوردون می‌گیرد.